# Їжачок (іграшка)
Їжачок — виготовлена з глини або тіста традиційна фігурка-прикраса оселі на різдвяні і новорічні свята в Україні. Їжаків, як і різдвяних павуків — підвішували до стелі.
Символіка цієї прикраси до кінця не з'ясована. Можливо, це символ Нового року, оскільки саме з їжаками за язичницьких та античних часів було пов'язане святкування початку весни, а Новий рік у стародавніх слов'ян починався в березні.

## Виготовлення
Спочатку з глини або тіста виліплювали фігурку, котра нагадувала за формою живого їжака. Зверху втикали колосочки. Вони правили за голки. Виготовлені фігурки висушували в печі або на комині.